# Piotr Michałowski

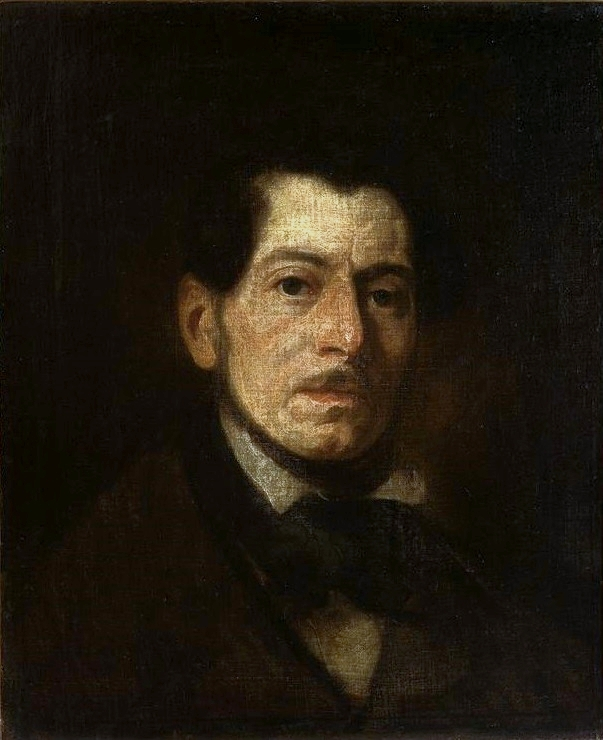
Zelfportret

Piotr Michałowski (Krakau, 2 juli 1800 - Krzysztoforzyce, nabij Krakau, 9 juni 1855) was een Pools kunstschilder. Hij wordt gerekend tot de romantiek.

## Leven en werk
Michałowsk was de zoon van een landeigenaar en werd breed opgeleid, behalve in de schilderkunst ook in de natuurwetenschappen, wiskunde, geesteswetenschappen en economie. Hij was werkzaam in de ijzerindustrie en bij de overheid. Tijdens de novemberopstand in 1830 was hij verantwoordelijk voor de wapenproductie. Vervolgens week hij uit naar Parijs, om in 1835 terug te keren naar Krakau, waar hij de gemeentelijke administratie ging leiden. In 1855 overleed hij, 54 jaar oud.
Michałowski werkte in zijn vrije tijd als kunstschilder. Hij schilderde vooral historische taferelen, vaak militaire slagen uit de napoleontische oorlogen, bijna altijd met paarden. Tegenwoordig geldt hij als de belangrijkste Poolse schilder uit de romantiek, samen wellicht met landschapschilder Jan Nepomucen Głowacki. Pablo Picasso toonde zich in 1948 erg onder de indruk van zijn werk toen hij het Nationaalmuseum van Warschau bezocht, waar veel van zijn werken te zien zijn. Ook het Nationaalmuseum van Krakau heeft diverse van zijn schilderijen in collectie.

## Galerij

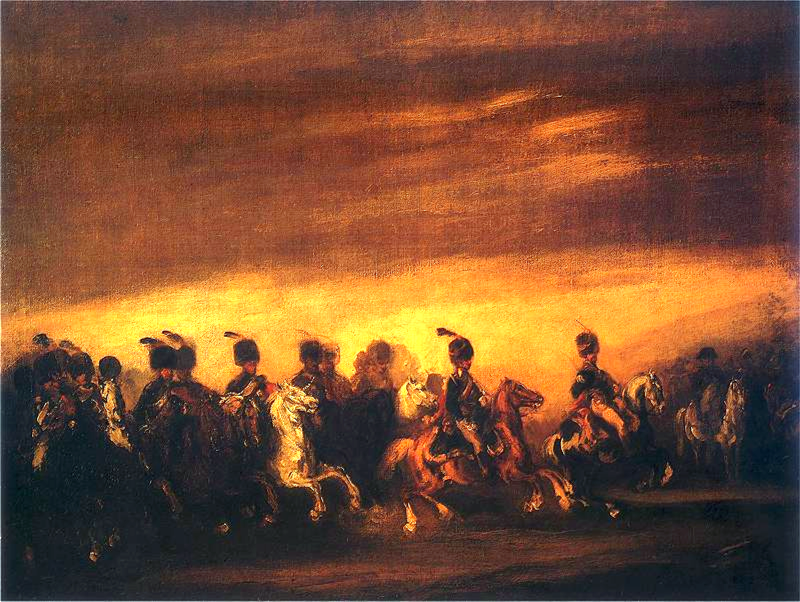
Napoleontische parade
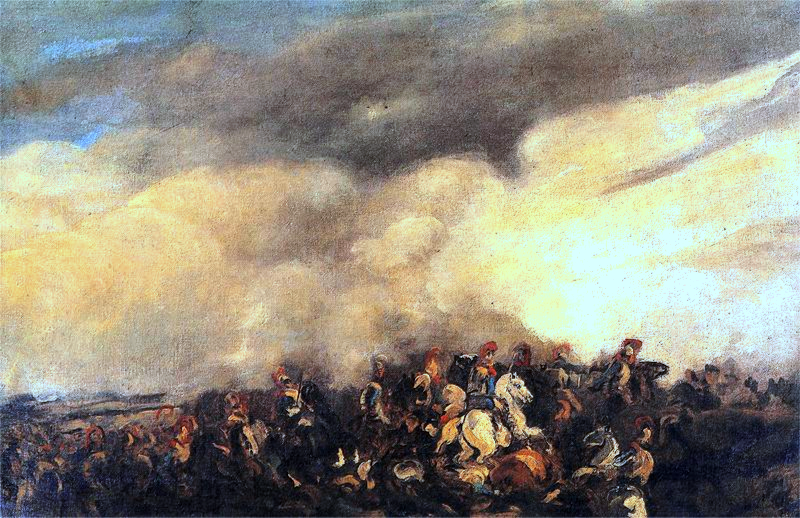
Napoleontische slag
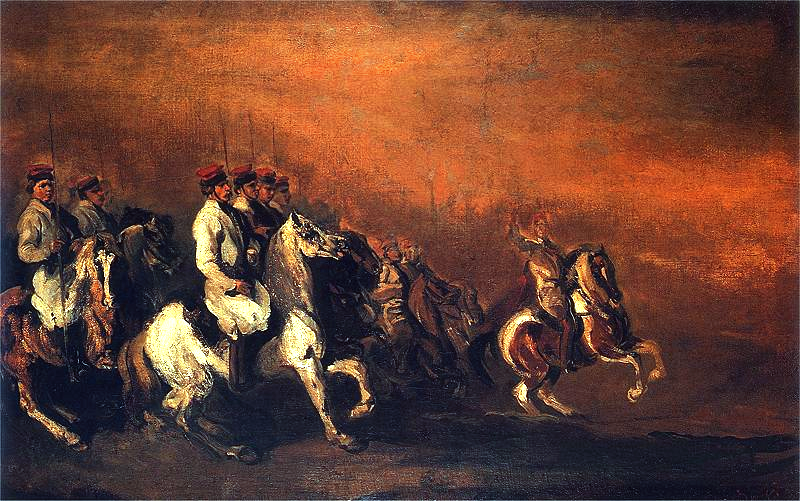
Regiment uit Krakau